# Nová chlapecká kapela
Nová chlapecká kapela (v anglickém originále New Kids on the Blecch) je 14. díl 12. řady (celkem 262.) amerického animovaného seriálu Simpsonovi. Scénář napsal Tim Long a díl režíroval Steven Dean Moore. V USA měl premiéru dne 25. února 2001 na stanici Fox Broadcasting Company a v Česku byl poprvé vysílán 5. listopadu 2002 na stanici ČT1.

## Děj
Po zhlédnutí televizního dokumentu o olympijských hrách se Homer rozhodne zúčastnit se springfieldského maratonu, aby Marge dokázal, že je fit. Bart si vezme stereotypní italský převlek a podváděním maraton vyhraje, ale při předávání trofejí mu pták strhne falešný knír. Aby unikl rozhořčenému davu, přijme Bart svezení od cizince, který se představí jako hudební producent L. T. Smash. Nabídne Bartovi, aby se připojil k chlapecké kapele, kterou sestavuje a která si říká Party Posse a do níž patří Nelson, Ralph a Milhouse. Bart nabídku přijme a čtyři chlapci se rychle stanou hvězdami, protože tajně používají software na vylepšení hlasu, který vyvinula NASA, aby zlepšili své pěvecké schopnosti. 
Party Posse vydá singl, jehož doprovodné video obsahuje v refrénu podivnou větu „Sán iz em es jed“. Zmatená Líza video analyzuje a zjistí v něm podprahové náborové poselství pro námořnictvo Spojených států; uvědomí si také, že refrén je prosté „Dej se mezi nás“ zpívané pozpátku. Líza vidí, že skryté poselství singlu začíná působit na obyvatelstvo Springfieldu, a poté, co sleduje Otta, jak nastupuje do autobusu námořnictva, konfrontuje Smashe, který se jí představí jako poručík námořnictva a vysvětlí jí, že populární hudba je již dlouho využívána armádou jako náborový nástroj. Poté, co Líza konfrontuje Homera a Marge, odmítnou její tvrzení jako pramenící ze žárlivosti na Bartovu slávu. 
Během koncertu Party Posse na palubě letadlové lodi, na kterém skupina předvede píseň plnou podprahových textů, informuje Smashe jeho nadřízený důstojník, že projekt chlapecké skupiny je zrušen, protože skupina má být satirizována v nadcházejícím čísle časopisu Mad, což sabotuje její náborovou sílu. Důstojník vypne Party Posse zesilovače hlasu, čímž odhalí nedostatek pěveckého talentu chlapců a zničí jejich popularitu. Rozzuřený Smash se zmocní letadlové lodi, pošle svého nadřízeného důstojníka přes palubu a odveze ji na moře, zatímco vyděšené publikum skočí přes palubu a plave zpět do doků. Smash odplouvá s letadlovou lodí do New Yorku i s kapelou a Homerem (který byl v té době na toaletě) stále na palubě a vyhlašuje svůj úmysl zničit ústředí Šílenců. Navzdory náhlému příjezdu chlapecké skupiny 'N Sync Smash odpálí rakety a budovu zničí. Zaměstnanci přežijí bez úhony a Smash je zatčen; Bart a jeho přátelé jsou zklamaní, že nemají šanci se objevit v Mad, ale utěšují se tím, že si přečtou plánovanou parodii na ně. 
Epizoda končí chválou námořnictva od 'N Sync, kteří navrhují divákům, aby se přihlásili. JC Chasez je překvapen a zděšen, když zjistí, že ho jeho kolegové z kapely zapsali bez jeho vědomí, a dva vojenští policisté ho s křikem odvlečou pryč.

## Produkce
Scénář epizody napsal Tim Long a díl režíroval Steven Dean Moore. Mike Scully se zlobil, že nenabídli dostatek nápadů na příběh, a tak navrhl tento díl spolu s Trilogií omylů. Během společné schůze navrhl, aby v jedné z nadhozených epizod hostovali 'N Sync. Rozhodnutí přidat vládní konspiraci přišlo pozdě, tento nápad nadhodil George Meyer. Při společném čtení epizody dabéři texty a hudbu vymýšleli. 
'N Sync okamžitě souhlasili s tím, že budou požádáni o hostování, ačkoli Justin Timberlake musel kvůli úmrtí v rodině nahrávat své repliky odděleně od zbytku kapely. Během nahrávání štáb přivedl své děti, aby se s kapelou seznámily. Tom Hanks, který ve stejném studiu natáčel film Cast Away, se s nimi chtěl seznámit a přišel za nimi. Píseň, kterou 'N Sync uvádějí pokaždé, když vejdou, je „No Strings Attached“. Timberlake se zdráhal říct „Word“, protože se zapřísahal, že to je něco, co nikdy neřekne, takže střihači z legrace znovu použili jeden záběr, kde řekl „Word“ téměř po každé replice.

## Přijetí
V původním americkém vysílání vidělo díl 18,1 milionu diváků s ratingem 9,7, což z něj udělalo nejlépe hodnocený animovaný pořad týdne.
Annie Allemanová z The Herald News označila epizodu za svůj čtvrtý nejoblíbenější díl Simpsonových. Colin Jacobson z DVD Movie Guide uvedl: „Když paroduje chlapecké kapely, má Kapela své momenty. Uznávám, že je těžké skutečně zesměšňovat chlapecké kapely, protože vždycky hraničily se sebeparodií; melodie Party Posse znějí hodně podobně jako ty skutečné. Přesto pořad funguje docela dobře, dokud se nedostane k námořnické stránce věci. Pak už je to jen pitomé a chybí tomu umírněný říz předchozích scén. Pořad se také stává nechtěně strašidelným, když se v něm objeví útok na New York.“ (skutečný útok na New York proběhl asi půl roku po premiéře dílu). Podle soudce Maca McEntireho byl nejlepším momentem epizody rozčilený choreograf. Corey Deiterman z Houston Press zařadil 'N Sync mezi pět nejhorších hudebních hostů v historii Simpsonových.
V jednom okamžiku epizody je na boku techniky, kterou používají vojenští bojovníci v blízkovýchodním oblečení, vyobrazena vlajka. Vlajka v epizodě připomíná vlajku přijatou syrskou opozicí v syrské občanské válce, ale ve skutečnosti se jedná o vlajku Nezávislosti. Tuto podobnost uváděli někteří stoupenci syrské vlády a média na Blízkém východě jako důkaz, že syrské povstání je zahraničním spiknutím.